# Spathoglottis wariana
Spathoglottis wariana är en orkidéart som beskrevs av Rudolf Schlechter. Spathoglottis wariana ingår i släktet Spathoglottis och familjen orkidéer. Inga underarter finns listade i Catalogue of Life.